# 华润置地大厦
华润置地大厦，是六栋楼宇群位于中华人民共和国广东省深圳市南山区内的南山科技金融城，其中三栋超出过200米高的超高层摩天大楼。该其中六栋大厦於2018年完工。
该项目由福斯特建筑事务所设计，六栋塔楼错落起伏，最高的3座塔楼的高度分别为47、42和37层。塔楼由办公室、商场和服务式公寓空间组成。该项目的裙楼固定着六座塔楼，被玻璃包围，设有零售、餐厅和娱乐区。